# مراجعة (علم الفلزات)

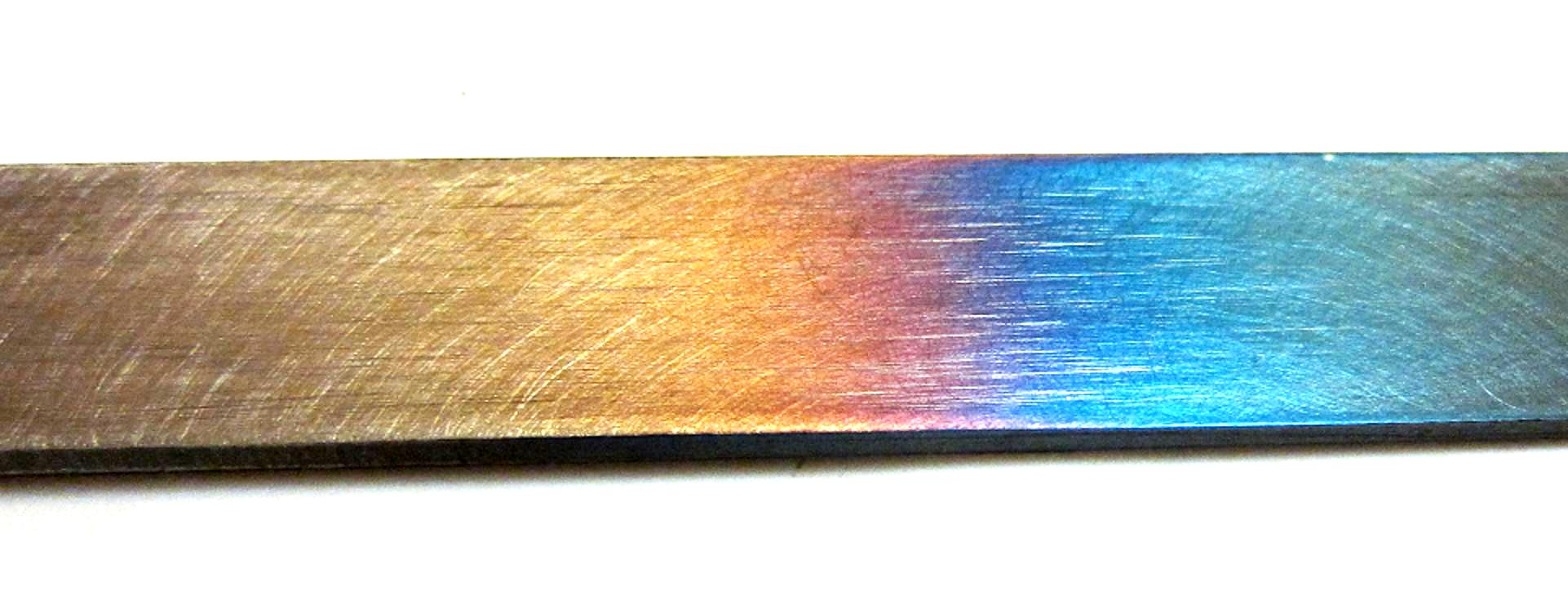

المراجعة (بالإنجليزية: Tempering)‏ هي إحدي عمليات المعالجة الحرارية و هي مكملة لعمليات تقسية المعادن وتجري بعد التقسية مباشرة، والغرض الرئيسي لها هي إزالة الإجهادات الداخلية جزئيا أو كليا وخفض الصلادة و زيادة المتانة وذلك ليكون الصلب قادرا علي تحمل الصدمات والاهتزازات و تتم هذه العملية بتسخين الصلب المقسي إلي درجة حرارية أقل من درجة حرارته الحرجة السفلي ببطئ.